# مقدمة إلى الليريكال بالادز
«بريفيس تو ذا ليريكال بالادز» (بالإنجليزية: Preface to the Lyrical Ballads)‏ وتعني بالعربية «مقدمة القصائد الغنائية»، هي مقال ألفه الكاتب الرومانسي ويليام ووردزوورث، للطبعة الثانية من مجموعة «ليريكال بالادز» (نُشِرَت الطبعة الثانية في يناير 1801، وغالبًا ما يشار إليها باسم «إصدار 1800»)، ثم توسعت كثيرًا في المجموعة الشعرية الثالثة طبعة 1802. لقد أصبح ينظر إلى المقدمة على أنها نصًا تأسيسيًا في تاريخ الأدب الإنجليزي وبيانًا واقعياً للحركة الرومانسية.
كان لمقدمة القصص الغنائية تأثير عميق على الأجيال اللاحقة من الشعراء والكتّاب. كانت بمثابة انفصال حاسم عن التقليد الكلاسيكي الجديد ومهد الطريق لتطور الرومانسية كحركة أدبية. إن التركيز على التعبير الفردي، والأصالة العاطفية، والاحتفال بالطبيعة كان له صدى طوال القرن التاسع عشر وما بعده، مما يشكل أعمال الشعراء مثل جون كيتس، وبيرسي بيش شيلي، واللورد بايرون.

## خلفية
في أواخر القرن الثامن عشر، هيمنت التقاليد الكلاسيكية الجديدة على الشعر البريطاني، والتي تتميز باللغة الرسمية والأسلوب الرفيع والالتزام بأشكال شعرية صارمة، لذلك؛ سعى وردزوورث وكوليريدج إلى تحدي هذه الأعراف والدعوة إلى نهج جديد للشعر يعطي الأولوية للعفوية والصدق العاطفي والتركيز على الحياة اليومية.

## المحتوى
تبدأ المقدمة بشرح المبادئ التي يقوم عليها تكوين القصائد المدرجة في القصائد الغنائية. يجادل وردزوورث باستخدام اللغة الشعرية "يستخدمها الرجال حقًا"، رافضًا الأسلوب المزخرف للشعراء الكلاسيكيين الجدد لصالح أسلوب أبسط وأكثر طبيعية، ويؤكد على أهمية استلهام الأشخاص والأحداث العادية، معتقدًا أن الشعر يجب أن يجسد جوهر التجربة الإنسانية.
تشمل مساهمات كوليردج في المقدمة تمييزه الشهير بين التصور والتوهم، فهو يعرّف التصور بأنه القدرة الإبداعية التي توحد العناصر المتباينة في كل متماسك، في حين أن الوهم يعيد ترتيب الصور المألوفة فقط دون خلق أي شيء جديد. يعكس هذا التمييز إيمان الرومانسيين بالقوة التحويلية للعقل البشري وقدرته على إضفاء المعنى على العالم.
تضمنت المقدمة بيان للمبادئ التوجيهية في الشعر، كما يلي:
- الحياة العادية هي أفضل موضوع للشعر (يستخدم وردزوورث اللغة العامية).
- اللغة اليومية هي اللغة الأنسب للشعر.
- التعبير عن المشاعر أهم من العمل أو الحبكة.
- «الشعر هو الفيضان العفوي للعاطفة» الذي «يأخذ أصله من العاطفة، ويتذكرها الهدوء». - ويليام وردزوورث.[4]

## المواضيع والتحليل
توضح مقدمة القصائد الغنائية العديد من الموضوعات الرئيسية التي جددت الحركة الرومانسية، بما في ذلك:
- الطبيعة: يمجد وردزورث قوة الطبيعة التصالحية وقدرتها على إثارة استجابات عاطفية عميقة لدى الأفراد.
- السامية: يستكشف كوليردج مفهوم السامي، ويصفه بأنه إحساس بالرهبة والعجب في مواجهة المناظر الطبيعية الشاسعة أو التجارب القوية.
- العناصر الخارقة للطبيعة: يعبر كلا الشاعرين عن اهتمامهما بما هو خارق للطبيعة والغامض، معتقدين أن الشعر يجب أن يشمل نطاقًا واسعًا من التجارب الإنسانية، بما في ذلك تلك التي تتجاوز نطاق الواقع اليومي.

برزت عدة موضوعات ومفاهيم رئيسية في المقدمة. يدعو وردزوورث وكولريدج إلى الابتعاد عن اللغة المزخرفة والأعراف المصطنعة للشعر الكلاسيكي الجديد، إنهم يؤيدون أسلوبًا أبسط وأكثر طبيعية يعكس الكلام اليومي للأشخاص العاديين، ويشدد وردزوورث خصوصًا على أهمية استخدام اللغة "التي يستخدمها الرجال حقًا"، مؤكدًا أن الشعر يجب أن يجسد التعبير الأصيل عن التجربة الإنسانية. تحتل الطبيعة مكانة مركزية في النظرة الرومانسية للعالم، وينعكس هذا في المقدمة. يمجد وردزوورث القوة التصالحية للطبيعة وقدرتها على إثارة استجابات عاطفية عميقة لدى الأفراد. ويعتقد أن اللقاءات مع العالم الطبيعي لديها القدرة على رفع الروح الإنسانية وإيقاظ الشعور بالدهشة والرهبة، كما تؤكد المقدمة على دور الشاعر باعتباره "رجلاً يتحدث إلى الرجال"، مما يشير إلى ديمقراطية الشعر ورفض المفاهيم النخبوية للسلطة الأدبية. يدعو وردزورث وكولريدج إلى الشعر الذي يتحدث مباشرة إلى عامة الناس، ويتناول أفراحهم وأحزانهم ونضالاتهم. إنهم ينظرون إلى الشاعر كنوع من الوسيط بين العالم الطبيعي والوعي الإنساني، قادر على التقاط جوهر التجربة المعاشة.

## الاستقبال
أثارت مقدمة القصص الغنائية عند نشرها ردود فعل متباينة من النقاد والقراء. أشاد البعض بأسلوبها المبتكر في الشعر واحتفالها بالعادي، بينما انتقد آخرون خروجها عن الأعراف الأدبية الراسخة، ومع ذلك، فإن التأثير الدائم للمقدمة على الأدب الإنجليزي لا يمكن إنكاره، ويظل نصًا أساسيًا لدراسة الرومانسية ومثلها العليا.